# آنا بيرنس
آنا بيرنس (بالألمانية: Anna Behrens) (و. 1850 – م) هي مؤلفة، وكاتِبة، من ألمانيا، ولدت في هاله.